# Leninparken
Leninparken (finska: Lenininpuisto) är en park i Alphyddan i Helsingfors, som anlades i början av 1960-talet på en klippig backe invid Borgbacken och bakom Kulturhuset. 
Parken ritades av trädgårdsarkitekten Maj-Lis Rosenbröijer efter en arkitekttävling. Den 3,5 hektar stora parken anlades av Helsingfors stad och Helsingfors trädgårdssällskap. På området, som var en nästan jordfri bergsknalle, anlades en park för en trädgårdsutställning som hölls 1961–1962. Markarbeten gjordes vintern 1960–1961 och själva parken började anläggas i juli 1961. Dessförinnan fanns det inga byggnader i området och det fanns bara fem träd. Till utställningen byggdes en utställningspaviljong, en bassäng, en bäck, gångar och trappor.
I parken finns en liten bäck, som kommer från en fontän på parkens högsta punkt och rinner genom parken och ner i en damm vid den östra porten. Gångarna har belagts med skiffersten. Den är ett exempel på hur en attraktiv och artrik park kan skapas på en så gott som bar klippa. En betydande del av de vedväxter, som planterades för trädgårdsutställningen, växer fortfarande i parken. Tack vare trädgårdsutställningen är Leninparken fortfarande mycket frodig för att vara en finländsk park och innehåller massor av träd, buskar och blomsorter. 
Parken fick sitt nuvarande namn 1970 i samband med hundraårsminnet av Vladimir Lenins födelse, då parken avskiljdes från Alpparken. Namngivningsinitiativet togs av den kommunistiska politikern Mirjam Vire-Tuominen. Namnet på parken har tidigare föreslagits att ändras till Vattenborgsparken eller Trädgårdsmästarparken. I oktober 2017 lämnade politikerna från De Blåa Jussi Niinistö och Sampo Terho ett förslag om att byta namn på parken till "Ukko-Pekkas park" efter Pehr Evind Svinhufvud. Helsingfors kommunfullmäktige röstade om frågan i maj 2018, då förslaget avslogs.

## Bildgalleri

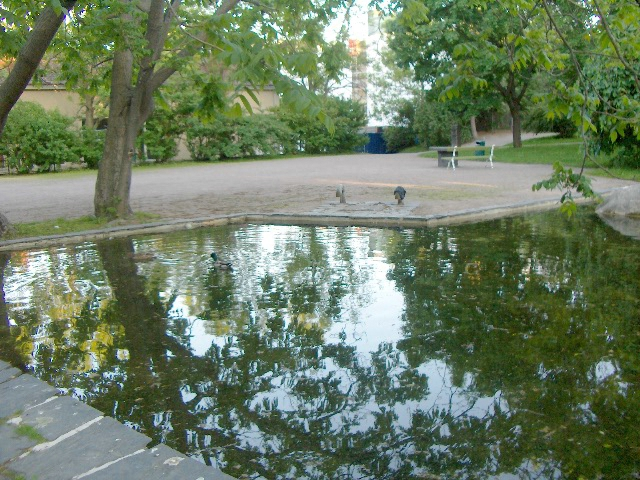
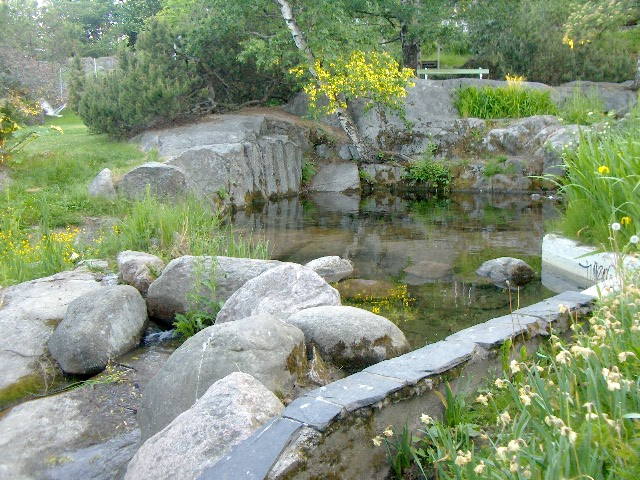
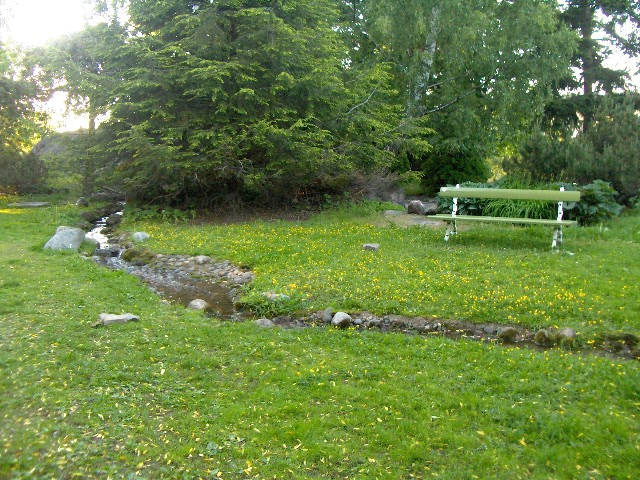
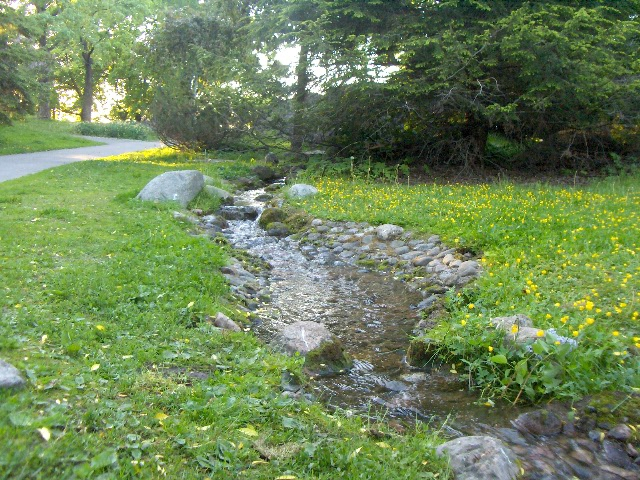